# Reacție Appel
Reacția Appel este o reacție organică în urma căreia are loc transformarea unui alcool într-un derivat clorurat, utilizând trifenilfosfina și tetraclorura de carbon. Dacă se utilizează în schimb tetrabromură de carbon sau brom se va obține un derivat bromurat, iar dacă se utilizează tetraiodură de carbon, iodură de metil sau iod sau se va obține un derivat iodurat. Reacția a fost denumită după Rolf Appel, deși a fost descrisă și anterior.
Reacția prezintă și dezavantaje: agenții de halogenare utilizați sunt compuși toxici, iar ca produși secundari se obțin compuși organofosforici care trebuie separați de produsul principal de reacție. Trifenifosfina se utilizează în cantități catalitice. Derivații bromurați pot fi sintetizați și prin adiția bromurii de litiu, care servește ca sursă de ioni bromură.

## Mecanism de reacție
Reacția Appel debutează cu formarea unei săruri de fosfoniu 3, care se leagă de specia 4 putând astfel să sufere o alfa-eliminare cu obținerea unei diclorocarbene. Deprotonarea alcoolului, cu formare de cloroform, duce la obținerea unui alcoxid 5. Substituția nucleofilă a clorurii de către alcoxid duce la formarea intermediarului  7. În cazul alcoolilor primari și secundari, halogenura suferă o reacție SN2 formând derivatul halogenat 8 și oxid de trifenilfosfină. Alcooli terțiari formează produșii 6 și 7 prin mecanism SN1. Ultima etapă este favorizată de formarea legăturii duble puternice dintre fosfor și oxigen (R-P=O).